# Шаповал Максим Михайлович
Макси́м Миха́йлович Шапова́л (6 липня 1978, Вінниця, Українська РСР — 27 червня 2017, Київ, Україна) — український військовослужбовець, розвідник, генерал-майор (посмертно) Збройних сил України, командир 10-го окремого загону спеціального призначення, начальник спеціального резерву Головного управління розвідки Міністерства оборони України. Загинув під час російсько-української війни внаслідок терористичного акту. Герой України (посмертно).

## Життєпис
Максим Шаповал народився в районі Вишенька міста Вінниця, в родині льотчика цивільної авіації, і був єдиною дитиною. Батько Максима, Михайло, командир екіпажу літака Ан-2, працював у Вінницькому аеропорту (Старий Аеропорт), помер у 1985 році на 33-му році життя, коли Максим тільки збирався йти до школи. Спочатку навчався у вінницькій загальноосвітній школі № 10, пізніше — у школі № 15.
Максим Шаповал обрав професію військовика, як його дід-офіцер Леонід. Дядько (брат матері) також служив у збройних силах у м. Києві, вийшов на пенсію в званні полковника. Максим вступив до Київського вищого інженерного радіотехнічного училища ППО, яке 1999 року увійшло до новоствореного Військового інституту НТУУ «КПІ», факультет шифрувальників, випускник 2000 року.
- 2008 р.
- 2009 р.

Розпочав військову службу офіцером служби шифрованого зв'язку і режиму секретності Головного управління розвідки Міністерства оборони України. Брав участь у миротворчій місії у Сьєрра-Леоне. Після повернення служив старшим офіцером, командиром групи водолазів-розвідників. У 2010—2012 роках ніс службу в Управлінні держохорони з охорони перших осіб держави. Після УДО повернувся до своєї частини на посаду начальника служби інструкторів, згодом був призначений заступником командира військової частини, командиром військової частини.
З початком російської збройної агресії проти України виконував завдання із захисту територіальної цілісності України в зоні бойових дій у Донецькій та Луганській областях.
Полковник, командир 10-го окремого загону спеціального призначення ГУР МО України. Підрозділ «десятка» має неофіційну назву «Острів», базується на Рибальському острові.
Шаповал був командиром групи спецпризначення, яка у травні 2014 року звільняла Донецький аеропорт й зайшла до нього першою.
Безпосередньо брав участь у плануванні та проведенні розвідувальних рейдів у глибокий тил противника, під час яких застосовувалися засоби документування присутності російських окупаційних військ, їх переміщень, наявності сучасних зразків систем РЕБ та засобів ураження. У тому числі в такому вигляді, щоб це могло служити безумовним доказом збройної агресії Росії проти України, особливо в застосуванні штатних БТРГ і новітніх систем ураження, які виробляються тільки в Росії. Окремі розвідувальні операції стосувалися своєчасного оповіщення про розгортання російської артилерії, у тому числі далекобійної, а це значно знижувало втрати серед українських військових і мирного населення.
7 червня 2017 року підрозділ Шаповала ліквідовував на окупованій території Донбасу одного з керівних співробітників спецпідрозділу «Вимпел» ФСБ РФ полковника Черкашина Юрія Михайловича, 1972 року народження, який відповідав за організацію терористичних актів на території України.
27 червня 2017 року полковник Шаповал загинув внаслідок вибуху автомобіля в Солом'янському районі м. Києва. Підрив автомобіля попередньо кваліфіковано як терористичний акт, пов'язаний з професійною діяльністю загиблого.
Незадовго до загибелі Шаповал повернувся із зони бойових дій на Сході України.
У Києві в Максима залишились дружина Ірина та двоє маленьких дітей — дочка Віра 2012 р.н. і син Саша 2015 р.н. У Вінниці — мати Наталія та вітчим Анатолій.

Могила Максима Шаповала

З Максимом Шаповалом попрощались 30 червня в Києві, у Будинку офіцерів. На прощанні був присутній Президент України Петро Порошенко. Проводжали розвідника з надзвичайними почестями та військовою технікою, траурна процесія пройшла від Будинку офіцерів до Володимирського собору. Воїна поховали на Байковому кладовищі (ділянка № 30).
Указом Президента України 30 червня 2017 року полковнику Шаповалу Максиму Михайловичу присвоєне військове звання генерал-майора (посмертно).

## Теракт
27 червня 2017 року близько 8:10 у Солом'янському районі м. Києва на вул. Механізаторів (перед перехрестям з вул. Солом'янською), неподалік будівлі Вищої кваліфікаційної комісії суддів України, стався потужний вибух автомобіля «Mercedes-Benz» за кермом якого перебував Максим Шаповал. Вибух стався під час руху автомобіля, уламки розкидало на десятки метрів. Водій помер на місці. Внаслідок вибуху дістали осколкові поранення двоє киян, молода жінка і 71-річний чоловік.

### Розслідування теракту
Головним управлінням Національної поліції у м. Києві розпочато кримінальне провадження за ознаками злочину, передбаченого ч. 3 ст. 258 Кримінального кодексу України (терористичний акт, що призвів до загибелі людини). 27 червня, після проведення невідкладних першочергових слідчих (розшукових) дій, Генеральним прокурором України доручено здійснення досудового розслідування у вказаному провадженні слідчим Головної військової прокуратури. За наявною інформацією, вибуховий пристрій було закладено у салоні автомобіля.
Головний військовий прокурор Генеральної прокуратури України Анатолій Матіос вважає основною версією теракту «російський слід».
Секретар РНБО України Олександр Турчинов зазначив, що цей терористичний акт вчинено за таким самим сценарієм, як і вбивство українського контррозвідника полковника СБУ Олександра Хараберюша у березні 2017 року: «Є всі підстави вважати, що ці вбивства сплановані та організовані за безпосередньої участі російських спецслужб».
17 квітня 2019 року Голова СБУ Василь Грицак повідомив ім'я диверсанта, який заклав вибухівку, — Шутов Олег Миколайович, 09.03.1966 року народження, мешканець Донецька, співробітник так званого центру спецоперацій «МГБ ДНР». Шутов орендував квартиру в тому самому будинку, де мешкав генерал Шаповал. Після теракту виїхав до Донецька. Організатором резонансних убивств українських військових Грицак назвав начальника департаменту контррозвідувальних операцій ФСБ РФ генерал-лейтенанта Дмитра Мінаєва, який на той час перебував на Донбасі у так званому центрі спецоперацій «МГБ ДНР».

## Нагороди та відзнаки
- Звання Герой України з удостоєнням ордена «Золота Зірка» (7 вересня 2017, посмертно) — за мужність і героїзм, виявлені у захисті державного суверенітету та територіальної цілісності України, вагомий особистий внесок у зміцнення обороноздатності та безпеки держави, самовіддане служіння Українському народові[19][20]
- Медаль «10 років Збройним Силам України»
- Медаль «15 років Збройним Силам України»
- Медаль «20 років сумлінної служби»
- Почесний нагрудний знак «За відмінну службу в аеромобільних військах Сухопутних військ Збройних Сил України»
- Відзнака «15 років воєнної розвідки України»
- Пам'ятний нагрудний знак «15 років військовій частині А2245»
- Недержавна нагорода Орден «Народний Герой України» (18 серпня 2017, 24-та церемонія нагородження, м. Вінниця)[21]
- Нагрудний знак За оборону Донецького аеропорту-( 2014).

## Вшанування пам'яті
- 7 вересня 2017, під час виступу у Верховній Раді України, Президент Петро Порошенко проголосив про присвоєння спецпідрозділу військової розвідки імені Максима Шаповала[22].
- Генерала-майора Максима Шаповала навічно зараховано до списків військової частини, якою він командував. Відомості про генерала-майора Шаповала внесено у Книгу Слави ГУР МО України.
- 27 жовтня 2017 на Алеї героїв Військового інституту телекомунікацій та інформатизації імені Героїв Крут урочисто відкрито пам'ятник випускнику навчального закладу Максиму Шаповалу[23].
- 10 лютого 2018 року на фасаді будівлі Інституту спеціального зв'язку та захисту інформації, в якому він навчався, встановлено меморіальну дошку[24].
- 23 червня 2018 року на фасаді будівлі, де провів перший рік життя і згодом багато вільного часу проводив під час шкільних канікул, відкрито меморіальну дошку[25].
- 6 грудня 2018 року рішенням Київради вулицю Механізаторів у Солом'янському районі Києва перейменовано на вулицю Генерала Шаповала[26].
- 27 червня 2021 року у Солом'янському районі Києва (Повітрофлотський проспект, 11-13) відкрили сквер на честь Максима Шаповала та пам’ятний знак, присвячений українським розвідникам[27]. Рішення про присвоєння скверу імені Максима Шаповала було ухвалено напередодні (10 червня 2021 року) депутатами Київської міської ради.[28]
- У місті Вінниця одну з вулиць найменували на честь Максима Шаповала.
- У селі Вінницькі Хутори вулицю Покришкіна перейменували на вулицю Генерала Шаповала.[29]
- У місті Вінниця один з проїздів найменували на честь Максима Шаповала.